# Colt Model 1908 Vest Pocket
Colt Model 1908 Vest Pocket (Кольт 1908 года Карманный пистолет) — карманный пистолет, разработанный в качестве малоразмерного оружия для скрытного ношения и позиционированный как пистолет, особенно подходящий для женщин.
Модель 1908 Vest Pocket представляет собой компактный, бескурковый, ударниковый, полуавтоматический пистолет с УСМ одинарного действия. Производился компанией Colt’s Manufacturing Company с 1908 по 1948 год, Созданная знаменитым оружейником Джоном Мозесом Браунингом, модель 1908 следовала за более ранней европейской версией пистолета Браунинга, выпускаемой по лицензии бельгийской компанией Fabrique Nationale de Herstal под названием FN Model 1906. Оба пистолета были созданы под патрон .25 ACP (Automatic Colt Pistol), разработанный Браунингом для линейки карманных пистолетов. Усовершенствованный вариант этого пистолета FN Baby Browning производится до сих пор.